# Orectanthe
Orectanthe é um género botânico pertencente à família Xyridaceae.